# Balsareny
Balsareny – gmina w Hiszpanii, w prowincji Barcelona, w Katalonii, o powierzchni 36,71 km². W 2011 roku gmina liczyła 3492 mieszkańców. Leży w dolinie rzeki Llobregat, z typowymi lasami sosen Aleppo. Jest połączony drogą (BP-4313) z Súrią i Avinyó.